# Loren Morón Vizcaíno
Lorenzo Morón Vizcaíno (Marbella, Málaga, España, 16 de febrero de 1970), conocido como Loren, es un exfutbolista y entrenador español que se desempeñaba como defensa. Es padre del también futbolista Loren Morón García.

## Trayectoria como jugador
Como jugador, fue profesional durante 18 años, en los que jugó varios años en primera y segunda división. Su máximo triunfo fue en 2003, cuando disputó, con el Recreativo de Huelva, la final de la Copa del Rey contra el RCD Mallorca, que perdió el equipo onubense por 3-0. Se retiró a los 37 años en el Marbella FC.

## Trayectoria como entrenador
Tras entrenar al Atlético Mancha Real, en 2015 firmó como entrenador del Marbella Fútbol Club tras la destitución de Pablo Alfaro como entrenador del club malagueño, cayendo en zona descenso de Segunda División B y al que salvaría de categoría. Fue entrenador del Mérida hasta el 11 de marzo de 2018. El Mons Calpe Sporting Club de la Primera División de Gibraltar lo nombró Head Coach el 31 de julio de 2019.

## Clubes como jugador
| Club                 | País   | Año         |
| -------------------- | ------ | ----------- |
| CA Marbella          | España | 1992 - 1993 |
| CP Mérida            | España | 1993-1996   |
| UD Salamanca         | España | 1996-2000   |
| Sevilla FC           | España | 2000-2001   |
| Recreativo de Huelva | España | 2001-2005   |
| UD Marbella          | España | 2005-2007   |

## Clubes como entrenador
| Club                 | País      | Año         |
| -------------------- | --------- | ----------- |
| Atlético Mancha Real | España    | 2014 - 2015 |
| Marbella FC          | España    | 2015 - 2016 |
| Vélez CF             | España    | 2016 - 2017 |
| AD Mérida            | España    | 2017 - 2018 |
| Mons Calpe SC        | Gibraltar | 2019 - 2020 |